# 幕末江戸三大道場
幕末江戸三大道場（ばくまつえどさんだいどうじょう）は、幕末期の江戸の剣術道場のうち、代表的な以下の3道場を指す。
士学館
鏡新明智流。1773年（安永2年）、桃井直由（初代 桃井春蔵）が日本橋南茅場町（現 中央区日本橋茅場町）に開設し、桃井直一（2代目 桃井春蔵）が南八丁堀大富町蜊河岸（現 中央区新富）に移転。
玄武館
北辰一刀流。1822年（文政5年）秋、千葉周作が日本橋品川町に開設。のちに神田於玉ヶ池に移転。
練兵館
神道無念流。1826年（文政9年）、初代斎藤弥九郎が九段坂下の俎橋付近に開設。のちに九段坂上（現在の靖国神社境内）に移転。

ただし、この三大道場は、松崎浪四郎が幕末に対戦したうちの3名の強い剣客を挙げた「位は桃井、技は千葉、力は斎藤」という評が明治以降に広まったもので、江戸時代にこのように呼ばれていたのではない。
また、この3道場に伊庭秀業が開いた練武館（心形刀流）を加えて「四大道場」と呼ぶこともある。これについては、維新派の志士の門弟が多かった3道場と比べて、佐幕派の旗本の門弟が圧倒的に多かった練武館を除外する空気が維新後に形成されたとの説もある。